# 探偵学園Qの登場人物
探偵学園Qの登場人物（たんていがくえんキュウのとうじょうじんぶつ）では、天樹征丸原作、さとうふみや作の漫画・およびそれを原作とするドラマ・アニメ作品『探偵学園Q』に登場する登場人物について、詳細に解説する。
- キャラクター名
- 「声」はアニメ版の声優。「演」はドラマ版の俳優。
- 年齢・学年・体型は連載開始時のものである。

## 特徴
本作品は天樹の「子供たちに読んでもらいたい」という思いや天樹の考える漫画の面白さを伝えたいという思いの元にキャラクターが作られている。主要人物となるQクラスの五人が中学生を中心に構成されているのはこうした思いの元、さらに「小学生や中学生に近い存在にしたい」「克服しなければならない課題もたくさんある」「主要人物が成長していく姿を描きたい」という思いもあってのことである。天樹から作品の説明とキャラクターの性格を聞かされたさとうは「いくら頭が良くてもまだ子供であるという点を表現するのが難しかった」と語っている。
また、本作品は途中から主要キャラクター全員がそろって行動することが少なくなっていくが、これはさとう、天樹、担当編集者の話し合いで「このほうがキャラクター一人ひとりをじっくり見せることが出来る」という考えに達したためである。

## DDS
団守彦が設立した探偵養成学校の名称。（詳細は探偵学園Q#用語を参照）

### Qクラス
DDSのクラスの最上位で、主要人物が在籍している。団守彦の後継者を養成する目的で他のクラスより後から設置された。
連城 究（キュウ：れんじょう きゅう）
声 - 緒方恵美 / 演 - 神木隆之介
主人公。1987年生まれの中学3年生（単発ドラマでは1年、連続ドラマでは2年。校名は公立美仲中等学校）。身長162cm、体重53kg、おひつじ座のO型。一人称は原作およびアニメでは「オレ」、ドラマでは「僕」。
学校の勉強はまるでダメだが、推理力は高く、特に発想の柔軟さと観察眼の鋭さは際立っている。謎が解けた際には「ヒントは◯つ…答えは一つ」という決め台詞を用いる。幼少時に誘拐されたことがあり、その時に助けてくれた「探偵のおじさん（連城暁）」を慕って探偵を志し、DDSに入学した。ドラマ版ではこの誘拐は冥王星が行ったことになっている。夢は「世界一の探偵」になること。連城にもらった「探偵心得帳」を何よりの宝物にしている。
性格はドジで失敗が多いが明るく天真爛漫で人を生まれとかで判断せず、メグに好意を持っておりまたその性格がリュウの心を開くきっかけとなった。好奇心が強く何事にも一直線であり、謎があると突っ走ってしまうことがある。食欲も旺盛であり、普段は焼き鮭一切れをおかずにご飯を軽く3杯ぐらい食べ、またどこでもぐっすりと眠りにつくことができる。
『プレミアム』では高校に進学したが、あわて癖は全く直っていない。彼の腕時計はなぜかよく止まってしまうため、待ち合わせの時間に遅刻したり、あるいは逆に早く着いてしまうことがよくあり、その度に心理トリックや時間差トリックに引っ掛かったとごまかす。
推理は物的証拠や状況証拠よりも人間の心理から推理を始める傾向がある。これは連城暁と同じ傾向であり、彼の言葉と探偵心得帳の教えを反芻するうちに同じタイプの探偵になっていった。
DDSの入学試験では怪我人に扮した団学園長を助けたために遅刻し、あきらめかけたところを団から「『探偵があきらめたら事件は迷宮入り』だぞ!!」と叱られた。以来この言葉はキュウの座右の銘となり、彼の決め台詞の一つにもなっている。
実は連城暁の息子であり、「棲龍館殺人事件」でこの事実をキング・ハデスから知らされた。キング・ハデスはこのことを知らせることにより、彼を自分たちへの憎しみで混乱させようとしたが失敗している。連続ドラマでは由梨絵がこのことを告げ、成功寸前だったものの後一歩のところで失敗している。「棲龍館殺人事件」解決後、母・瑞枝が連城姓を名乗ることを決意したため、団に「連城究」と呼ばれる。それまではどのような姓を名乗っていたかは不明。天樹は「候補はあったものの考えるのをやめてしまった」と、「またいっそのこと最後まで名前のわからないままで終わらせる案もあった」と語っている。また、団守彦ら何人かの「連城暁を知る者」はキュウに連城の面影を見たことがある。
なお、彼の髪は一部の色が白髪になっているが、これはさとうふみやの中に「白髪＝頭がいい」というイメージがあるためである。
美南 恵（メグ：みなみ めぐみ）
声 - 桑島法子 / 演 - 志田未来
ヒロイン。キュウと同じ1987年生まれの中学3年生（単発ドラマでは1年、連続ドラマでは2年）。身長164cm、体重47kg、白い肌の美少女
、みずがめ座のA型。
Bカップ。一人称は「あたし」。
通称メグ。一度見たり聞いたりしたものは絶対忘れない「瞬間記憶能力」の持ち主で、3歳の時にある殺人事件の証人として事件解決に貢献し、4歳の時には連続銀行襲撃事件の犯人を目撃し、その逮捕に貢献したことから史上最年少で警視総監特別賞を授与された過去を持つ。基本的にボケキャラや曲者が多い本作品における数少ないツッコミキャラ・常識人。
幼いころに「国立能力開発研究所」に入所しており、そのときにリュウと一度会っていたがその記憶はキング・ハデスの催眠術で消されていた。しかしその能力ゆえに事件現場の悲惨な光景を忘れられずそのことに苦悩することもあった。また、前述したように幼少期のリュウと会っているため、そのことを危険視した由梨絵に命を狙われることもあった。
紅一点であるため周囲に下ネタでいじられることが多く過激な報復に出ることもある。性格は短気で頑固な上に負けず嫌いだがいじらしい部分もある。
DDSで出された宿題を解くヒントとしてキュウが変装して渡した千円札を「お守り」として持っていて、そのことを最終回でキュウに明かしたことから両者の距離がかなり近くなり、『プレミアム』では恋人に進展している。
両親は仕事でスイスに出張しており、大学生の姉・茜（声：山田美穂）と二人暮らし。
推理力はキュウやリュウ、数馬よりも劣る。そのため自身で直接推理するよりも能力を生かしたサポートに回ることが多い。
ドラマではメイド喫茶でアルバイト（姉の手伝い）をしていて、そこの常連の刑事から色仕掛けで捜査情報を仕入れるなど、若干シビアかつ腹黒い性格になっている。かつて中学受験時期に、瞬間記憶能力のことで陰口を言われて登校拒否になっていた過去を持つ。そのため、潜入先の高校で生徒の接触を避けている教師に怒りを顕にしたこともあった。
本作品は彼女の視点で物語が進行している。
なお、彼女の瞬間記憶能力は、体力も勇気も男子には劣ってしまうので武器となる能力がほしいということで設定された。
また、髪はピンク色に描かれているが、劇中では「軽い茶髪」として扱われている（単行本5巻より）。
天草 流（リュウ：あまくさ りゅう）
声 - 遠近孝一 / 演 - 山田涼介
キュウと同じ1987年生まれの中学3年生（単発ドラマでは1年、連続ドラマでは2年）。身長166cm、体重50kg、さそり座のAB型。一人称は原作、アニメ、連続ドラマでは「僕」、単発ドラマでは「俺」。
学問、格闘技、スポーツなど様々な分野に長けていて、日本の私立小学校を卒業後、アメリカに留学してジュニアハイスクール、ハイスクールを共に飛び級により1年で卒業しており、アメリカの大学の入学資格を持っている「天才」。キュウの「答えは一つ」に相当する「今…霧は晴れた」という決め台詞を持つ他、事件への探究心もキュウと同様極めて強く、「謎よ…もっと深まれ」という台詞も好んで用いる。かなりの女性恐怖症であり、Aクラスの遠矢邦子に惚れられていて物陰からジーと見つめられていて、少し迷惑している。また、数馬が通う都丸小学校の女子や姫百合学園の女子に迫られうろたえていた。
実は犯罪組織「冥王星」の首領キング・ハデスの孫に当たり、そのことで本人も悩んでいて、「幻想館殺人事件」以降は家を出てキュウの家に居候していた。この生活の際に初めて食した納豆に感動し以降好物になった。実家にいた頃はキング・ハデスの教育虐待を受けた結果愛情や優しさとは縁遠い日々を送っており、性格の暗さや冷酷さが目立っていたが、キュウの家に来て以降は徐々に人間らしい感情を取り戻していくようになる。5歳以前の記憶をキング・ハデスの催眠術により失っていたが、「サイキック殺人事件」を機に記憶を取り戻した。
性格は基本的には冷静だが内面には繊細さ、もろさもある。しかし他のメンバー（特にキュウ）と交わるうちに笑顔や弱みを見せたりするようにもなる。作品後半ではギャグキャラ要素も濃くなり、メグ以上のイジられ役になっている。
『プレミアム』では一人暮らしをしている。
推理力はQクラス中トップだが冥王星や九頭龍匠作品が関わる事件では焦りから冷静さを失い誤推理をしてしまうこともあった。また変装術もQクラスの中ではトップクラスで女子高に女装して潜入させられたこともある（本人は嫌がっていた）。
連続ドラマでは催眠によって記憶を消されておらず最初から冥王星のことを知っており、原作よりもクールな皮肉屋で他人とは常に一線を引いている一匹狼として描かれている。8話でQクラスのメンバーと心が打ち解け初めてみんなの前で笑った。
「棲龍館殺人事件」にて、キング・ハデスは傍系の祖父で、直接血を分けた縁者ではなかったことが判明した。母親は5歳の時点で既に他界、父・寂は自殺に見せかけ殺害されたと思われていたが、実際は催眠暗示を掛けられ監禁されていただけであった。
鳴沢 数馬（カズマ：なるさわ かずま）
声 - 川上とも子 / 演 - 松川尚瑠輝（単発）・若葉克実（連続）
1990年生まれの11歳（連続ドラマではキュウと同じ中学2年）。身長142cm、体重38kg、ふたご座のB型。一人称は原作、アニメ、連続ドラマでは「ボク」、単発ドラマでは「俺」。
総合財閥鳴沢産業社長・鳴沢卓馬の三男であり、7歳の時から数々の大ヒットゲームを世に送り出した天才ゲームプログラマー。そのため、コンピュータに関する知識は目を見張るものがあり、検索エンジンや事件ファイル、高度な計算ソフトなども自分で開発している他、自分用の研究室もある。オリジナルの探偵グッズを作っており、それがメグの命を救ったこともある。事件時には現場には向かわず一人残って情報収集、処理を行うことが多い。
性格は少々生意気でキンタを始め年上の人間を呼び捨てにしていることも多いがまだ幼い小学生としての面もある。ペットのマッキントッシュの犬小屋は通常の家庭の家の大きさとほぼ同じで、ウェルシュ・コーギーのハナの犬小屋は一ノ瀬薫の家（社長の邸宅）と同じぐらい。自宅の全容は明らかにならなかったが天樹によると「見た目は小さな丸太小屋だが、スイッチひとつで地下からものすごいハイテク建築が姿を現すようになっている」とのこと。
『プレミアム』では中学に進学し、身長もかなり高くなっており本人いわく中学では結構高いほうらしい。アニメでは口調がところどころに敬語が混じっている。好物はオマール海老のサンドイッチ。
推理力は普段の成績はリュウに次いで高いものの、メグと同様、サポートとしての役回りが多い。しかし離れた場所からトリックを見破るなどの活躍を見せている。
遠山 金太郎（キンタ：とおやま きんたろう）
声 - 石川英郎 / 演 - 要潤
1983年生まれの高校3年生で18歳（連続ドラマでは25歳）。Qクラスの中で最年長。身長180cm、体重70kg、いて座のO型。一人称は原作、アニメ、ドラマのいずれも「俺」だが、単発ドラマのみ時折「拙者」ということがある。
遠山の金さんの末裔。頭はそれほど良くないが、運の良さ・直感・運動能力（剣道四段・柔道三段・空手三段の合わせて十段に加え水泳、陸上でも数々の賞に輝いている）・視力（4.0、本人いわく縄文人並）・嗅覚（本人いわく犬並み）は抜群。特に勘はババ抜きを十回やって十回ともトップになるほどでこれがリュウの誤推理を諭したこともある。「遠山流隠密術」という江戸時代から続く秘術を継承しているが失敗も多い。Qクラスの中では他のメンバーのボディーガード的な存在である。
性格は明るくムードメーカー的存在で正義感が強い。小さいころは幽霊が苦手で、肝試しでは仮病を使っていたとのこと。なお、今でもビビリである。作中未登場だが3人の姉がおり、いずれも警察関係のキャリアである。なお、父親が警視正なのにもかかわらず勤労学生なのは、父親に学業の出来の悪さについて言われ、それに反抗して家出し、一人暮らしをしているためである。数馬とは喧嘩友達。中盤までリュウとは犬猿の仲だった。
『プレミアム』では幼なじみの近松すみれと交際しているが自身が奥手であるため、すみれからでないと手も握れない。
推理力はメンバーの中ではドンケツで特別宿題が出されたり数馬に助けを求めてしまうこともあるが天樹は立派な探偵と評している。
単発ドラマでは大学生で、着流しを着ている。語尾に「 - ござる」とつけて話しているが、連続ドラマでは服装も口調も普通で町の不良のまとめ役であり何人か舎弟が居る。昔は仲間とトラブルシュートをしていた。顔が広く、そこから情報収集を行うこともある。同作者による漫画「金田一少年の事件簿」を愛読している。また、本人曰く子供のころプラモデルを万引きしたことがあるらしい。
さとうによると「比較的分かりやすいキャラクターだった」とのこと。

### 講師
DDC（DDSの上位組織）のメンバーが、主だっている。
団 守彦（だん もりひこ）
声 - 田中秀幸 / 演 - 陣内孝則
DDSの学園長で、DDCの創設者。1936年生まれの65歳。
父親は「叩き上げの鬼警部」と言われた警視庁の刑事で、自身も警視庁の刑事となり、27歳にして将来の警視総監候補と呼ばれるほどのエース・キャリアだったが、警察の組織捜査に疑問を持って退職し、探偵事務所を開く。やがてその実績が認められたため、探偵として日本で唯一拳銃を携帯するなど警察と同等の権限を持つことが許された「警視庁特別公認探偵」の称号を授与されている。
「冥王星」との対決による負傷で下半身麻痺を煩ったため、車椅子生活を送っており（単発ドラマのみ普通に歩けるという設定で、驚愕するキュウたちに「見かけに騙されるな」と諭した）、また不治の病で寿命が余りないため後継者を育てるべくQクラスを開設した。「冥王星」の首領キング・ハデスこと黒王星彦とは中学の同級生であり親友だったが、中学で起こった爆発事件の際彼を犯人と疑ってしまい（本当に星彦に故意が無かったかどうかは不明だが）、信じきることが出来なかったことを人生最大の悔いとしており、かつての自分たちとまったく同じ関係であるキュウとリュウに自分と同じ過ちを繰り返させないためにキュウにメッセージを送っている。また、探偵になったのもキング・ハデスの野望を止めるためである。
原作では「棲龍館殺人事件」解決後、Qクラスのメンバーへ5つに割れた警視庁特別公認探偵のメダルを後継者の証として託した後、連城とともに「団探偵事務所」を設立した日のことを回想しながら、眠るようにして他界した。アニメは彼が冥王星に誘拐された話で終わるが、そのときには生還している。
アニメでは連城に息子がいることは知っていたが、それがキュウだと知ったのは最終話である。
連城 暁（れんじょう さとる）
声 - 関俊彦 / 演 - 細川茂樹（連続）
団守彦の最初の助手。
高校を中退、団と共に団探偵事務所で数多くの事件を解決した。DDS開校時には団と共に講師を務めており、七海・本郷・片桐は当時の教え子。団の後継者の第一候補だったが、8年前（1993年）の「冥王星」との戦いの中でサー・カロンの銃弾から団を守るためにカロンに飛び掛りそのまま川へと落ちて命を落とす。ドラマでは団を庇って銃弾に倒れる。
実はキュウの父親で、キュウが慕う「探偵のおじさん」の正体。キュウが誘拐された際には、監禁場所に単身乗り込み犯人グループと格闘の末、キュウを無事救出している。団にまで危険が及ぶことを怖れ、入籍は出来ないものの神父立ち合いのもと、極秘に結婚式を挙げて「死ぬまで彼女を愛し続ける」と誓った。花婿衣裳は白の燕尾服だった。死に際、団に二人だけの結婚指輪を託して妻子のことを告げようとして事切れた。
トリックでごまかすことのできる物的証拠や状況証拠よりも、ごまかすことが難しい人間の心理を重んじて推理を始める探偵であり、キュウもそのエピソードを聞いた後は同様の方法を採るようになる。
片桐 紫乃（かたぎり しの）
声 - 久川綾 / 演 - 鈴木砂羽（単発）
団の秘書で、身の回りの世話や雑務を担当。
DDS第一期生の1人で有能な探偵でもあり、空手・柔道は二段の腕前で得意分野はダイイングメッセージの解読。実は団と恋愛関係にあり、団からは人前では「片桐くん」、二人きりの時は「紫乃くん」と呼び方を使い分けられている。同級生の七海にはハリセンで突っ込むなどコミカルなやり取りをみせる。
アニメでは彼女を通じてキュウ、メグ、キンタはDDSの試験を受けることになる。原作と違い「冥王星」に拉致されたのは彼女である。オリジナルキャラクター・東条真澄（声：石田彰）との恋愛要素がある。
『プレミアム』では秘書ではなくDDCの探偵として活動している。
真木 慎太郎（まき しんたろう）
声 - 成田剣 / 演 - 東根作寿英（単発）
DDCおよびDDSの監察医。元は警視庁で監察医を務めており、「国立能力開発研究所」の創設メンバーの1人でもある。
海外出張から帰国した時に「冥王星」に拉致されたが、だいぶ後になって発見され、無事復帰した。そのため本編の半分以上に登場した彼はタナトス（#冥王星の項を参照）が化けた偽者である。再連載では登場しない。
ドラマでは医師という設定が無く、入学試験の進行を行っている。
七海 光太郎（ななみ こうたろう）
声 - 三木眞一郎 / 演 - 山本太郎（連続）
DDCの探偵でDDS第一期生の1人。
本人曰くチンピラで「団先生の右腕」。DDSの生徒だった時代は「ひとり落ちこぼれ」だったらしく、探偵は向いていないのかもしれないと悩んでいた時もあった。だが実際探偵としての能力はDDC中でもトップクラスで、特に変装に関しては右に出るものはないため、作中では事件の関係者や背景などに変装してQクラスの活躍を見守っていることも多々あった。登場自体は初期からなのだがQクラスメンバーの前に素顔をさらしたのはだいぶ後になってからである。普段は明るくおちゃらけた性格だがそれも彼なりの気合である。正義感が強い。
団が危篤状態に陥った時には、DDS学園長代理を務めた。サボテンの植木鉢型のマスクを好んで、幾度かかぶっている。団の死後は、正式に学園長に就任した。連城を慕っており冥王星との戦いで連城が死んだとき激しくショックを受けていた。
なお、さとうによると彼のサボテンに化ける癖はアシスタントにサボテンを試しに書いてもらったら面白かったのでそのまま採用したとのことである。
本郷 巽（ほんごう たつみ）
声 - 梁田清之
DDCの探偵でDDS第一期生の一人。顔や手、腕時計は傷だらけで、数々の修羅場をくぐってきた経歴の持ち主。礼儀、態度、授業のいずれにもただひたすら厳しい性格。
七海と並ぶDDCトップの探偵で、明るい七海とは対照的に暗い。七海とは対立しているように見えるがDDS第一期生時代からの仲であり、実は互いに気心の知れた存在である。
作中に登場する前は足を怪我して入院しており、作中では最後まで足を引きずっている。反抗的なキンタには特に厳しく接するが、危険を伴う重要な任務では彼の能力を買って重用している。
ドラマは単発・連続共に未登場。
鬼首 独郎（おにこうべ どくろう）
DDCおよびDDSの科学者、科学班主任。通称「ドクター・ドクロ」。年齢は42歳。
団の懐刀（ふところがたな）とも称され、数々の探偵ツールの開発や科学捜査に携わる天才科学者だが、猫も住まないような廃屋を自宅としていたり黒魔術を思わせるような部屋を研究室としているなどマッドな面も強い。
趣味はドクロの標本の収集で、自宅に2000体のドクロ標本のコレクションを所持しており、全てのドクロに「エリザベス」などの名前をつけていて、それらを全て見分けることができる。「推理は専門外なので力を借りたい」とキュウたちに事件解決を依頼したことがあるが、実際には真相を見抜いたうえでキュウたちを試しているようなそぶりも見せている。また、自分の目で見たものしか信用しないため、「地球は平らである」と信じており、地球が球体であるとするのは本人いわく「ガリレオがでっち上げたハッタリ」としている。その「証拠」もあるようだが、それを言う前にキュウたちが逃げ帰ったため明かされなかった。
アニメ・ドラマは共に未登場。ゲームには登場している。

### Aクラス
DDSでQクラスに次ぐクラス。以下のメンバーうち、遠矢と右近以外はQクラスの入学以前から在籍しており、後輩ながら団の後継者候補に選ばれたQクラスをライバル視している。個々人では突出した才能を持つが、互いを尊重する姿勢に乏しく、チームワークではQクラスに及ばない。
雪平 桜子（ゆきひら さくらこ）
声 - 雪野五月
17歳。Aクラスのリーダー的存在で成績はトップ。
実は団の姪であるが、団には探偵になることに反対された。しかし募る憧れを抑えることができなかったためDDSに入学、自力でその地位まで上り詰めた。
小学校3年の時に警視総監特別賞を授与されたという経歴を持ち、四ヶ国語を話せる男勝りな性格の少女。またアニメでは人気推理小説家としての一面を持つ。
「団の後継者は自分」という意識が強いためQクラスに激しいライバル意識を持っているが同時に彼らの実力の高さも認めている。またメグからは「普段は割りといい人」と称されている。
『プレミアム』では右近にAクラストップの座を取られたが、右近のことはまんざらでもない様子。『プレミアム』登場の際は顔つきがやや大人びている。
ドラマは単発・連続共に未登場。
遠矢 邦子（とおや くにこ）
声 - 金田朋子 / 演 - 田島ゆみか（連続）
15歳。元私立渋澤学園高校の生徒。
「殺人コレクター」でリュウとメグが高校に潜入捜査に来た際、捜査に協力した。その事件は自分のインターネット上の書き込みが発端となっていたことを知り、ショックを受ける。しかし、そもそも書き込みの原因となった自分の暗い性格を変えるために高校を辞めてDDSに編入した。一方でキュウからリュウを追いかけて入学したのではないかと問われて顔を赤らめている（アニメではリュウについての描写は無かった）。そのことはリュウも知っているが彼女のことは苦手としている。
最初はおかっぱ風の髪でメガネをかけた地味な外見だったが、入学を期に髪を茶髪に染めてコンタクトに変え、派手な服を着たコギャル風の外見にイメチェンしたが性格はそのままであった。髪の右側にいつも花飾りをしている。
性格は内気だが、探偵としての高い才能を秘めており、好成績で早くもAクラス入りを果たす。また、実家が合気道の道場であるため、合気道の達人である。趣味は心霊写真集め。
『プレミアム』においてもメグ、すみれとは違いリュウとの仲は少しも進展していない。
連続ドラマでも事件関係者として登場するが、DDSには入学しない。
霧雨 右近（きりゅう うこん）
17歳。キンタの幼馴染で、キンタのことを「金さん」と呼ぶ。村一番の名主の家系。
家族間で起きた「雪月花殺人事件」をきっかけにDDSに興味を持ち、最終回で入学した。
幼いころから天才と呼ばれ、かなりの切れ者だが、同時にかなりのイタズラ好きである。絵の技術も高く、小学2年生の時に九頭龍匠の掛け軸を正確に模写できるほど。かつては何でもこなす「デキスギ君」的な性格だったが、小学5年生の時に父親が殺されかけたのを機に、自らを守るためバカを装って間の抜けた行動をとっていた。
『プレミアム』では雪平を抜き、Aクラスのトップになった。
DDS入学時、刑務所でケルベロスが使ったトリックと同様の手口のイタズラでAクラスを翻弄。キンタに犯罪者の才能もあると言わしめた。

郷田 京助（ごうだ きょうすけ）
声 - 千葉進歩
19歳。数学の天才で、17歳の時に数学オリンピックで世界ランクに入ったこともある。
性格はかなりイヤミで、特にキンタの発言でAクラスが現れた際、最初に彼が不敵な返答をすることが多い。洋服はいつも「しましま」で、『プレミアム』ではしましまのデザインに変化が見られる。
ドラマは単発・連続共に未登場。
白峰 隼人（しらみね はやと）
声 - 葛城政典
16歳。マジシャン。
世界的マジシャンの父に仕込まれ、8歳の時にはすでにラスベガスのマジックショーの舞台に立っていた。Aクラスの中では割と地味な存在。
『プレミアム』では雪平と同じく大人びた顔つきになっている。
ドラマは単発・連続共に未登場。
獅子戸 猛（ししど たけし）
声 - 栗山浩一
20歳。ハーバード大学の学生だが、休学してDDSに通っている。
犯罪心理学の博士号を持っているため、リュウの過去に疑問を持ち問い詰め、ストーリーに大きな伏線を張る役割を果たした。
ドラマは単発・連続共に未登場。
サイトウフサオ（漢字不明）
声 - 葛城政典
アニメオリジナルキャラクター。5話にて三郎丸と調査実習に出た生徒。
スタッフロールではAクラスの生徒とだけ書かれていたが、校内放送でサイトウフサオと流れた。

### Bクラス
三郎丸 豊（さぶろうまる ゆたか）
声 - 飛田展男 / 演 - 中尾明慶（単発）
20歳。IQ180の現役東大生。「国立能力開発研究所」出身でもある。
見栄っ張りな性格で、東大生ということに強いプライドを持っている。DDSの入学試験の際にはキュウたちの妨害をした（単発ドラマ版では、うっかりカンニングをしてしまったことになっている）にもかかわらず補欠合格であり、本来不合格であったが懇願してAクラスに入った（アニメでは普通にAクラスに入っている）。その後、クラス入れ替え試験でBクラスに降格した。
作中最もギャグシーンが多いキャラクターである。『プレミアム』ではCクラス落ちの危機にある。
単発ドラマでは初対面で途方に暮れているキュウを励ましたり、殺される役を演じてもキュウの推理後に悲しむキュウたちを見て「やっぱり皆を騙すことは出来ない」と素直に謝るなどお調子者だが本来は温厚な性格になっており、Qクラスに補欠合格となっている。ドラマではメグとは面識がない。連続ドラマには登場しなかった。
Aクラス時代でもAクラスの面々からの信頼はまるでなく、Qクラスとの入れ替えテストでも彼に出番が回った瞬間に全員が落ち込んでしまうほどである。
なお三郎丸のキャラクター設定について天樹は「IQが高いからといって頭がいいとは限らないということを言いたかった」と語っている。
『金田一少年の事件簿』の「錬金術殺人事件」にもゲスト出演。クイズ番組で金田一一と対決するも、一にあっさり負けて一人だけ予選落ちになってしまった（なおQクラスのメンバーも後ろ姿のみ出演）。
近松 すみれ（ちかまつ すみれ）
17歳。キンタの幼馴染。
幼いころから練習していた竹刀や手裏剣などの体術を自由に扱うことができる。キンタに想いを寄せていたため、最終回でDDSに入学した。
『プレミアム』では手をつなぐ仲にまで発展している。

## 冥王星
DDS（DDC）の宿敵である犯罪組織。(詳細は探偵学園Q#用語を参照)
キング・ハデス（黒王星彦：こくおう ほしひこ）
声 - 納谷悟朗 / 演 - 若松武史（連続）
犯罪集団「冥王星」の創始者であり首領。九頭龍匠の息子。1936年生まれの65歳。
天才芸術家であった父のことはとても誇りに思っていたが、その一方で犯罪者であった母のことは昔から続くいじめの原因であり、自身を「犯罪者の息子」と認めたくなかったために激しく憎んでいた。
団とは中学校時代の同期で親友だったが、母のことを同級生に暴露されたこと、および学校で起こった爆発事件をきっかけにその仲は瓦解し、さらにその直後、父・九頭龍匠に正妻との間に生まれた娘・春子を殺されるのではないかと警戒されて棲龍館の地下室に閉じ込められてしまい、信頼していた人々に裏切られた「人間に対する絶望」の暗黒の中で復讐心を募らせ、キング・ハデスとなることを決意した。
これまで自分を辱めてきた世間に対する復讐から「冥王星」を結成。孫のリュウを自分の後継者にしようと目論み、そのためにリュウをDDSに通わせることを始め様々な策略をめぐらせ、かつて自身が体験したのと同じ「最も信頼する者からの裏切り」を経験させようとする。しかし、キュウとリュウの信頼の強さまでは予測できなかったため、「棲龍館殺人事件」でリュウに「冥王星」との訣別を宣告された。その直後にQクラスと団守彦に敗北を喫して、自ら館に炎を放ち自殺しようとしたが、リュウに引き止められたため、彼の憎しみに満ちた心が和らげられたのか、今まで人生を台無しにしたお詫びとして彼の記憶を解放すると彼をケルベロスに託し、満足したような顔で炎の中に消えていった。ドラマではリュウの父を殺害しているため原作と異なり和解に至らなかった末団の目の前で毒薬を飲み自殺、アニメはサー・アヌビスの独断による団学園長の誘拐で終わっているため、ハデス自身の最期は不明。
ケルベロス（ケン・L・ベルローズ：Ken L Bellerose）
演 - 鈴木一真（連続）
「冥王星」幹部。年齢は26歳。
催眠術を得意とし、人間心理や変装術にも長けており、Qクラスを一度解散の危機に追いやったことがある。また、一度読んだ本の文章を丸暗記できるほど記憶力にも長ける。プライドが高く、キング・ハデスに忠誠を誓っている。13歳 - 14歳の一年間、かつてメグが在籍していた国立能力開発研究所にいた過去を持つ。
名前の由来はギリシャ神話における冥界の番犬「ケルベロス」。
「冥王星」が完全に壊滅した後は天草寂を解放して姿を消すが、『プレミアム』のラストシーン直前でリーダーとして登場し活動を再開することを仄めかす発言をしている。
読者からの人気は高く、番外編として「冥探偵ケルベロス」が描かれるほど。「冥探偵ケルベロス」では、彼がまだ冥王星の新人であった3年前の出来事が描かれており、その際は鈴原賢一と名乗っていた。その中で依頼者が死んでしまう事態に見舞われたため、その犯人を突き止めるために探偵同様の活躍をしている。
ドラマでは小悪党的な性格付けがなされており、自ら事件に介入する、8話でキュウをマンション住民に催眠を掛けて殺そうとする、独断で行動するなど浅慮な行動が多い。最終話では七海に顔を殴られた挙句歯を折られ、捨て台詞を吐いて逃走。なお原作では七海に司法取引を持ちかけられた際に、自分は殺人教唆だけで大した罪は犯していないと語っていたが、刑法では教唆犯も正犯と同等の刑を科するため、大罪である。
彼が脱獄する話は天樹、さとう両者が「好きな話」と語っている。
別れ際に英語交じりの言葉を言って消えるなど冥王星のメンバーの中でもっとも前作『金田一少年の事件簿』の高遠遙一のキャラクター性を受け継いでいる。
『金田一37歳の事件簿』にも登場。この作品では高遠遙一が率いる犯罪組織「オリンポス十二神」の一員となっており、十二神の一柱「アレス」を名乗っている。
サー・カロン
「冥王星」幹部で組織のナンバー2。キング・ハデスと部下の掛け渡し役やキング・ハデスに対する事柄の報告を主な役割としている。
顔の左半分に仮面を装着しているが、これは、団守彦に銃撃して重傷を負わせ、とっさに飛び掛った連城暁と格闘して、川に落ちた際に負った傷を隠すためである。そのため団とDDCに対する憎しみはキング・ハデスよりも強い。
「棲龍館殺人事件」でその憎しみが爆発し団に発砲するが、「冥王星」の美学に反するその行動がキング・ハデスの怒りを買い、直後に焼殺された。
名前の由来はギリシャ神話における冥界への川の渡し守「カロン」。
ミス・カオリ
声 - 茂呂田かおる
「冥王星」の工作員。
「QvsA 延長戦」で担当した事件の証拠を見つけた雪平を溺死させようとしたり、正体を見破られ七海や本郷に対しナイフを向けるなどと何度もルールを破ったため、「幻想館殺人事件」で警察に身柄を拘束された後、護送のパトカー内でケルベロスに「処刑」される。しかし団がケルベロスから入手した催眠術を解くキーワードを聞かされたため正気を取り戻し、その後は保身のため、DDSに紛れ込んだタナトスのことを供述した。
ミス・ユリエ（由利絵：ゆりえ）
声 - 野田順子 / 演 - 奥貫薫（連続）
「冥王星」の工作員。リュウの母親「天草時絵」として振る舞うが、実際はリュウの監視役である。
リュウが家出してキュウの家に居候した後は本拠地に潜んでいた。また、独断でメグの家にピッキング泥棒を差し向けたり、ハブを使ってメグの命を狙ったことがある。「冥王星」壊滅時は警察の手を逃れたらしく、『プレミアム』においてケルベロスと共にいる場面が描かれている。
ドラマではケルベロス同様リュウの行く先々に現れては、事件から手を引くよう警告するなど、原作よりも行動的。また、連城暁の唯一の弱点であったキュウを誘拐させるよう命じた張本人となっている。最終話では本拠地に警察が迫る中で残留し祈りを捧げていた。
タナトス
「冥王星」幹部で、真木慎太郎に変装してDDS・DDCにスパイとして紛れ込んでいた。
素顔の左目の目元には十字形のタトゥーらしきものがある。変装の腕は大変優れているが、知的な面では詰めが甘く、監督した「サイキック殺人事件」の謎をQクラスに簡単に解明され、さらには警察にも拘束されそうになるなど、続けざまに失態を見せ、さらに「タブーへの挑戦」をモットーとしていたためミス・カオリ同様自ら犯罪に手を貸したり、キング・ハデスの方針に背いてQクラスメンバーの暗殺を図るなど、「冥王星」のルールをいとも簡単に破っていたため、組織には完全に不要とされ、ケルベロスの手で「処刑」された。なお、初登場時はキング・ハデスの前でケルベロスを尊敬していると語っていたが、実際はキュウたちに「お粗末すぎるため、（トリックの発案者は）ケルベロスではない」と否定された際は内心激昂しており、敬意など抱いていないことがわかる（もっとも、サー・カロンやキング・ハデスはそのことに気がついている）。
名前の由来は、ギリシア神話における死を擬人化した神「タナトス」。
サー・アヌビス
声 - 緑川光
アニメオリジナルキャラクター。ケルベロスとサー・カロンの2人の役割を成している。アニメ最終話で「ハデス様からは逃れられない」とリュウに対する独り言をこぼしながら沈みゆく船に残った。そのまま死亡したのか脱出したのかは不明。
名前の由来は、エジプト神話の死の神「アヌビス」。
エキドナ
声 - 羽多野渉
アニメオリジナルキャラクター。タナトスの役割を担い片桐紫乃に変装してDDSに潜入した。アニメ最終話でミス・ユリエにより刺殺された。
名前の由来は、ギリシャ神話の魔神で、ケルベロスの母でもある「エキドナ」。

## 九頭龍匠 関連人物
九頭龍 匠（くずりゅう たくみ）
絵画・作曲・建築・工芸・陶芸など多方面に渡って活躍した芸術家。
特に「トリックアート」の第一人者でもある。一つの分野において九つのものしか作らなかったという経歴を持つ。右手の付け根に、冥王星の形の痣を持つ。1909年生まれで、現在は消息不明。
星彦をキング・ハデスにする直接のきっかけを作ってしまった人物であり、そのことに関連して、暗号めいた「九頭龍日記」を著している。

彼の正妻の娘がリュウの祖母であり、愛人関係にあった黒王百合華との間の息子がキング・ハデスこと黒王星彦である。
なお、彼の名前は先に出来上がっていた九匹の龍のパズルに関連した名前で「くずりゅう」とパソコンに入力したら名前の漢字になり、匠という名前はすぐに出てきたと天樹が語っている。
彼の作品と行動は後の人々の不幸の原因になっている。
黒王 百合華（こくおう ゆりか）
九頭龍匠の愛人で、キング・ハデスの母親。旧華族の出身。
「黒百合」と名乗り、殺人願望を持つ人間に殺人トリックを伝授するという、「冥王星」の元祖と呼べる人物であり、判明しているだけでも数十件の迷宮入り事件に関与したという。
棲龍館ホテルの建物の元の持ち主。殺人教唆の罪で警察に逮捕された直後に自殺した。彼女のことを報道した新聞記事などでは「稀代の魔女」「死の貴婦人」「殺人請負人」とも称されていた。
彼女の悪事の数々は、九頭龍の行動や作品同様後の人々の不幸の原因となっている。
黒王 星彦（こくおう ほしひこ）
九頭龍匠の息子。#冥王星を参照
天草 寂（あまくさ しずか）
リュウの父親で、天草家当主。九頭龍匠と正妻の孫娘の夫。
表向きは妻共々9年前に死亡していたとされていた。実態は「冥王星」メンバーが彼の「自殺」を演じ、それをリュウに見せ精神的打撃を与えることで催眠のかかりやすい状態にし、リュウを冥王星へと引き込もうとするキング・ハデスの策略だった。本人は失踪したリュウを探偵（キング・ハデスかケルベロスの変装）に捜索依頼した際に催眠で廃人状態にされ、棲龍館・四の館の隠し部屋に監禁されていた。
「冥王星」壊滅後、最終話でキング・ハデスの命令によりケルベロスによって催眠を解かれる。『プレミアム』ではリュウが1人暮らしを始めたため、四の館で1人で暮らしている。もともと美術商でその目利きは確かなもので、近々再開する予定である。
天草 春子（あまくさ はるこ）
九頭龍匠の正妻の娘でリュウの母方の祖母。
かつて黒王星彦に助けられたことがあり、そのことを父に話したが、自身の破滅を恐れた九頭龍は星彦を監禁してしまい、結果彼をキング・ハデスへと変えてしまうことになる。

## 警察
遠山 金三郎（とおやま きんざぶろう）
声 - 青山穣 / 演 - 山下真司（連続）
キンタの父親で、警視庁の警視正。年齢は58歳。
子供はキンタの他、警察関係のキャリア官僚の3人の娘がいる。キンタを「バカ息子」呼ばわりしている。
連続ドラマではキャリアで警視監となっており、警察上層部からの圧力に屈して事件をもみ消してしまったことでキンタから嫌われていたが7話終盤で和解した。
織田島 平次（おだじま へいじ）
声 - 斎藤志郎
警視庁捜査一課の警部。年齢は45歳。「降霊術殺人事件」に登場。
高慢で堅物な刑事で、状況証拠だけで犯人を特定しようとする。しかしキュウたちの頼みは聞き入れてくれていた。
アニメ版では「家庭科室の謎」にも登場する。
嶺 一志（みね かずし）
声 - 古澤徹
福井県警の刑事。年齢は28歳。「魔矢姫伝説殺人事件」で登場。
キュウたちを邪魔者扱いしたりとDDSの権威に屈しない珍しい刑事。最後は考えを改め、事件を解決したキュウたちを称え敬礼した。
猪木刑事（いのきけいじ）
埼玉県警の刑事。「棲龍館殺人事件」で登場。
棲龍館ホテルで起きた殺人事件の犯人をリュウと断定し、逃走したリュウを部下の梶原刑事と共に追った。
溝岸刑事（みぞぎしけいじ）
警視庁の刑事。『プレミアム』の「旋律のアリバイ」で登場。
事件に駆けつけた際にはキュウとメグを邪険にしていたが、2人がDDSの生徒だと知ると恐れをなして敬礼し、頭のカツラを回転させながらすっ飛ばした。
『金田一少年の事件簿』の「獄門塾殺人事件」に先に登場している。
諸星警部（もろぼしけいぶ）
演 - 斉木しげる（連続）
連続ドラマオリジナルキャラクター。
当初はQクラスのことを快く思っていなかったが、徐々に協力関係を築いていく。
猫田刑事（ねこたけいじ）
演 - 星野源（連続）
連続ドラマオリジナルキャラクター。
メグの姉が働く店の常連であり、メグに弱く、メグのコスプレ写真と引き換えに捜査情報をせびられるなどいいように利用されている。
オタク。東大卒のキャリア組。

## その他
連城瑞枝（れんじょうみずえ）
声 - 亀井芳子
キュウの母親。職業は翻訳家。当初キュウが探偵になることには反対していた。
実は連城暁の妻。連城とは2人だけで極秘に結婚式を挙げた。キュウが連城を名乗る前は、自分の旧姓を名乗らせていたが最終回で連城姓を名乗ることを決意する。
アニメでは名前が早百合（さゆり）に変更されている。
海堂（かいどう）
声 - 中嶋聡彦
鳴沢家の執事。
ヘリコプターの操縦免許、柔道・剣道の段位（合わせて九段）を所持するなど多才である。
登場するシーンでは、なぜか常に周りがキラキラしている。
一ノ瀬 薫（いちのせ かおる）
声 - 本井えみ
キュウの幼馴染みかつ中学時代の同級生。3人兄妹の末っ子。母は会社の社長だった。
クラスでは女子人気投票連続1位に輝く美少女。降霊術師のことを見破って欲しいとキュウに依頼した。
東 弘ノ介（あずま こうのすけ）
「吊り橋村殺人事件」に登場した私立探偵。
九頭龍匠の「千鱗龍」を調査するために夜桜村を訪れたことでキュウと出会う。団や連城とも面識があるらしく、キュウに連城の面影を感じている。
実はかつてDDCに所属していた探偵だったが、度々団の教え（探偵は私情・私怨に駆られ手段を選ばず犯人を裁いてはならない）を破っていたため、8年以上前にDDCを破門されている。その時団に探偵を名乗ることを禁じられたが、ある事件の調査のために私立探偵を名乗っていた。
ケイト
声 - 田上由希子
アニメオリジナルキャラクター。
リュウがアメリカで暮らしていたころ、母親とはぐれて迷子になっていたがリュウに助けてもらった。
東条 真澄（とうじょう ますみ）
声 - 石田彰
アニメオリジナルキャラクター。片桐の知人。メグと同じ瞬間記憶能力者である。
ひき逃げに遭い夢を奪われたことがあり、その犯人と偶然再会してしまい顔を覚えていたため内密で話合いをしようとしたが殺されてしまった。
植村はるか（うえむら はるか）
演 - 秋田真琴（連続）
連続ドラマオリジナルキャラクター。
普段は秋葉原でショップ店員をしているが、腕利きの情報屋でもある。
キンタの知り合いで、キンタは彼女から情報を仕入れている。